# Paul Birchall
Paul Kenneth Birchall, más conocido como Paul Burchill (8 de octubre de 1979 en Guildford, Surrey) es un exluchador profesional inglés retirado, conocido por su paso por la World Wrestling Entertainment.

## Carrera

### World Wrestling Entertainment (2005-2010)

#### 2005
En el 2005, debutó en la WWE bajo el gimmick de hooligan protegido de William Regal. Acompañando a Burchill a sus luchas derrotando luchadores locales, hasta que en No Mercy 2005 derrotaron a Paul London & Brian Kendrick,luego Regal entraría en un feudo perdiendo junto a él en contra de Bobby Lashley , perdiendo Regal en Velocity ante él,luego Burchil en SmackDown ante él y por último , ambos tuvieron un combate con la desventaja a su favor en Armageddon 2005 , pero ganó Lashley.
2006-2007
Durante los primeros meses del 2006, cambió de Gimmick a uno de pirata similar a Jack Sparrow, portando bisutería y una espada, lo que le llevó a un pequeño feudo con Regal pues le parecía ridículo y que le dejaba en evidencia como su antiguo compañero. En sus dos primeros enfrentamientos, Burchill obtuvo la victoria. El 24 de marzo, en SmackDown, participó en una Battle Royal por un puesto para el Money in the Bank de WrestleMania 22, eliminando a luchadores como Nunzio, pero fue eliminado. 
El 7 de abril, combatió nuevamente contra Regal, debido a que este quería que cambiase su vestuario, por lo que combatirían para decidirlo. Burchill ganó de nuevo, así que lo semana siguiente, el 14 de abril, Paul Burchill salió a combatir contra Rasche Brown, acompañado de "Lady Regal" (William Regal caricaturizado como mujer) y ganó el encuentro. El 21 de abril, en SmackDown, Burchill manda a Regal a probarse otros disfraces para su cambate tag team contra Gymini. Pierden el combate debido a que Burchill rechaza el relevo y abandona a Regal en el ring. 
El 12 de mayo se enfrentó a Mark Henry (que estrenaba su conocido tema de entrada) en SmackDown, pero la lucha fue un squash y tras ganar, Henry tomó el micrófono, advirtiendo que lo que le hizo a Burchill era un ejemplo de lo que le haría a Kurt Angle en Judgment Day. El 26 de mayo, combatió contra Finlay en SmackDown, perdiendo el encuentro. Tras esto, Finlay se bajó del ring y llamó a alguien debajo de este, haciendo así Hornswoggle su primera aparición y atacando ambos a un indefenso Burchill. 
En la edición de SmackDown del 2 de junio, Burchill se enfrentó a Mark Henry. Henry le atacó antes de que sonase la campana, resultando en otro squash, y tras ganar, castigó brutalmente a Burchill. 
Más tarde, hizo de nuevo pareja con William Regal bajo el nombre de Sons of Britain. Después este grupo se separó y Burchill fue a la OVW de nuevo.

#### 2008

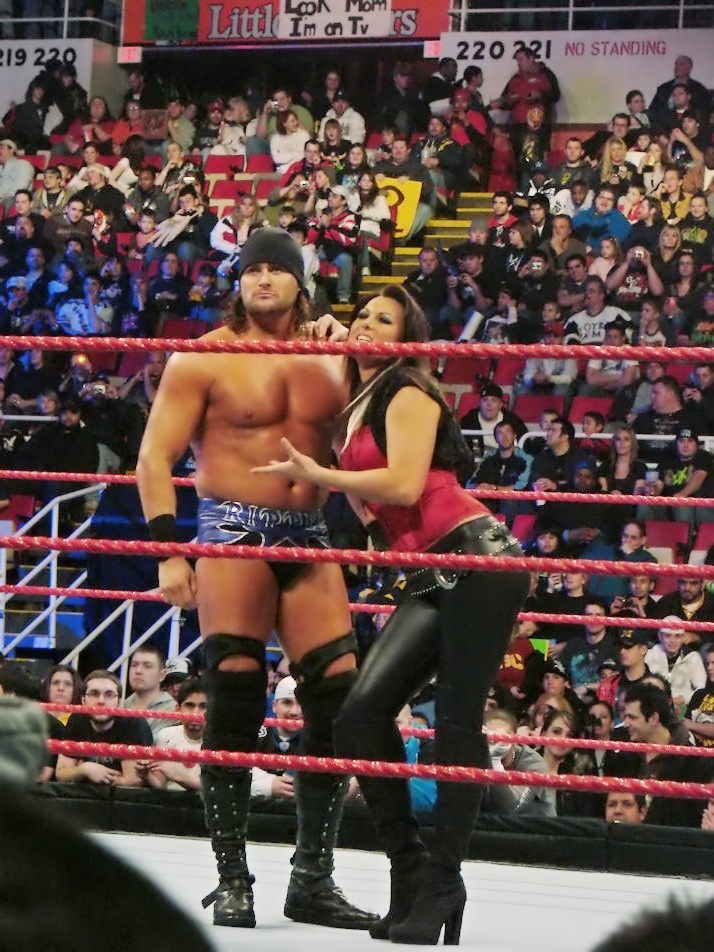
Burchill con su hermana en pantalla Katie Lea Burchill.

En la edición de RAW del día 11 de febrero se presentó a Burchill como nuevo luchador de RAW. Peleó y venció a Brian Kendrick en un combate individual. En esta pelea le acompañó su hermana (kayfabe) y mánager, Katie Lea Burchill. 
Cuando Mr. Kennedy derrotó a William Regal, Paul y Katie Lea comenzaron a agredir a Mr. Kennedy por la espalda. Posteriormente Mr. Kennedy derrotó a Paul después de que Mr. Kennedy le aplicase el Mic Check.
Peleó contra Kofi Kingston con el Campeonato Intercontinental en juego pero perdió, comenzando una rivalidad entre Mickie James y Kofi Kingston y los Burchill. En la edición de RAW del 21 de julio, en una lucha mixta, Paul y Katie Lea Burchill derrotaron a Kingston y James.

#### 2009-2010
El 28 de diciembre, pasó de RAW, a ECW, donde perdió su primera lucha contra DJ Gabriel. En otra pelea mixta perdió junto con Katie Lea ante DJ Gabriel y Alicia Fox. Se enfrentó al The Boogeyman en un combate que acabó en "no contest". El 22 de septiembre de 2009 enfrentó a Yoshi Tatsu en ECW en la cual perdió la lucha después de la lucha golpeó a Gregory Helms 
Derrotó a Tommy Dreamer tras un Twisted Sister, consiguiendo su primera victoria en la ECW. También venció a The Boogeyman tras un roll-up. Entre sus derrotas en ECW destacan la pelea contra Finlay, Evan Bourne, Tommy Dreamer, Yoshi Tatsu y frente a un debutante llamado Tyler Reks.
Posteriormente en WWE Superstars hizo equipo con William Regal contra Yoshi Tatsu y Tyler Reks ganando la pelea. Pero a la siguiente semana, en ECW volvió a perder, esta vez por descalificación, frente a Yoshi Tatsu. Después de la pelea atacó a Tatsu, quien tuvo que ser protegido por The Hurricane, entrando en un feudo con este. El feudo duró hasta el 17 de noviembre de 2009, acabando en una lucha en donde; si ganaba Burchill, The Hurricane se quitaría la máscara y si perdía Burchill, abandonaría ECW.En ECW on SciFi, Burchill perdió la lucha y abandonó ECW. Sin embargo, a la semana regresó a la ECW como un luchador enmascarado llamado The Ripper. Fue derrotado ante The Hurricane, y ni él ni su hermana Katie Lea lograron un contrato con la ECW. Tras esto, se pasó meses luchando en dark matches de la WWE hasta que el 26 de febrero de 2010, fue despedido de la WWE.

### Circuito independiente (2010-2018)
El 8 de mayo se enfrentó en el Pro Wrestling Syndicate al Campeón Mundial Peso Pesado de TNA AJ Styles, perdiendo Burchill. Después de negarle la revancha, Burchill le aplicó el Jumping Flattliner. El 22 de abril de 2011, Paul Burchill hizo su retorno a los ring en la Heartland Cup, derrotando a Jesse Emerson con el Jumping Flattliner en los cuartos de final.
El 3 de noviembre de 2012, en un evento de CFW, Burchill se enfrentó a Matt Hardy y perdió. El 5 de enero de 2013 en el evento del segundo aniversario de Crossfire, Rough Cut (Burchill y David Young) (con Jillian Hall) derrotó a Blink 2-4-7 (Derrick King y Tatt2) y perdió ante The Hot Shots (Cassidy Riley y Chase Stevens), en la misma noche. Se retiró de la lucha libre en 2013.
El 23 de septiembre de 2017, Burchill regresó a la lucha libre y fue uno de los ocho contendientes en una lucha de escaleras por el Campeonato de Televisión de la OVW, que ganó el reverendo Stuart Miles.

### National Wrestling Alliance (2023-2024)
Burchill regresó de su retiro en 2023 luchando para la NWA en un episodio de Powerrr. Este marcó su primer partido desde 2018.
Ya en 2024, en el episodio de NWA Power: Paranoia emitido el 13 de febrero, se enfrentó a "Thrillbilly" Silas Mason por el Campeonato National de NWA, sin embargo perdió.

## Vida personal
Tras ser despedido de la World Wrestling Entertainment, Birchall empezó a trabajar a tiempo completo como bombero hasta que anunció su vuelta a los ring.

## Professional wrestling highlights
- Finishing moves
  - C-4[1] (Circuito independiente) / Walking the Plank[3] (WWE) (Standing moonsault side slam, a veces desde una posición elevada)[1] - 2003-2006
  - Curb Stomp[3] (Hair pull o standing surfboard head stomp) - 2007-2008
  - Dangerous Buster[8] (Vertical suplex powerslam) - 2002-2004, 2009-2010
  - Diving knee drop[9] - 2005
  - Royal Mutilation[3] (Fujiwara armbar, a veces precedido de belly to back shoulderbreaker) - 2005
  - Rolling cutter[2] - 2007-2008
  - Twisted Sister[10] (Jumping neckbreaker slam) - 2008-2010
- Signature moves
  - Air Raid Crash (Sitout over the shoulder belly to back piledriver)
  - Asian mist - 2006
  - Backflip kick
  - Belly to back shoulderbreaker
  - Brainbuster[11]
  - Burning Hammer[3] (Inverted death valley driver)
  - Jumping dropkick
  - Multiple suplex variations
    - Floatover northern lights[1]
    - Pumphandle side[1]
    - Saito[12]

  - Over the top rope suicide somersault senton[1]
  - Rolling fireman´s carry slam[1]
  - Standing moonsault,[1] a veces from an elevated position[1]
  - Standing shooting star press[1]
  - STO

- Mánager
  - Katie Lea Burchill
  - Dean Ayass
  - Shelly Martinez
  - William Regal
  - Kristal Marshall
  - Molly Holly

- Nicknames
  - "The Ripper"

- Tag teams and stables
  - Paul Burchill & William Regal

- Theme music
  - "Regality" by Jim Johnston
  - "You Spin Me Round (Like A Record)" by Dope (OVW)
  - "Generator A" by Jim Johnston (WWE)
  - "Generator B" by Jim Johnston (WWE)

## Campeonatos y logros
- International Wrestling Promotions
  - IWP Heavyweight Championship (1 vez)
- Ohio Valley Wrestling
  - OVW Heavyweight Championship (4 veces)
  - OVW Southern Tag Team Championship (1 vez) - con Stu Sanders
- Pro Wrestling Illustrated
  - Situado en el N.º 131 en los PWI 500 del 2008[13]
  - Situado en el N.º 123 en los PWI 500 de 2009[14]
  - Situado en el N.º 160 en los PWI 500 de 2010[15]

### Luchas de Apuestas
| Ganador (apuesta)       | Perdedor (apuesta)      | Lugar                      | Evento      | Fecha                   | Notas  |
| ----------------------- | ----------------------- | -------------------------- | ----------- | ----------------------- | ------ |
| The Hurricane (máscara) | Paul Burchill (carrera) | Philadelphia, Pennsylvania | ECW on Syfy | 17 de noviembre de 2009 | [ 16 ] |